# 2 Gwardyjski Korpus Pancerny (ZSRR)

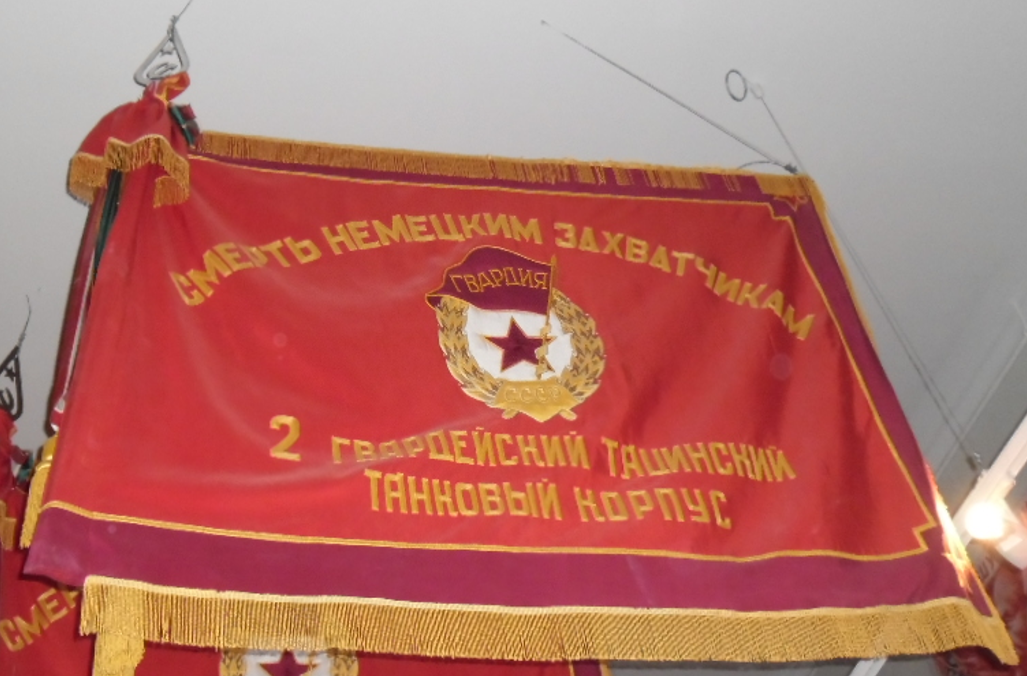
Sztandar 2 Gwardyjskiego Korpusu Pancernego

2 Tacyński Gwardyjski Korpus Pancerny odznaczony Orderem Czerwonego Sztandaru i Suworowa (ros. 2-й гвардейский танковый Тацинский Краснознамённый, ордена Суворова корпус) – jednostka pancerna Armii Czerwonej z okresu II wojny światowej.
2 Gwardyjski Korpus Pancerny został utworzony rozkazem Naczelnego Wodza z 25 grudnia 1942. Wchodził w skład 11 Gwardyjskiej Armii i dowodził nim gen. mjr Wasilij Badanow. W czasie ofensywy rozpoczętej 22 czerwca 1944 Korpus walczył m.in. przeciw 5 Dywizji Pancernej. Uczestniczył w wyzwoleniu Mińska, który obszedł od południa i po walkach go zdobył. Jego szlak bojowy po rozbiciu niemieckiej Grupy Armii Środek w czasie operacji Bagration prowadził przez: Kaliningrad na linię Odry.

## Dowództwo korpusu
Dowódcy:
- gen. mjr Wasilij Badanow (26.12.1942 – 25.06.1943),
- gen. mjr Aleksiej Burdiejny[5] (26.06.1943 – 10.06.1945).

Szefowie sztabu:
- płk Aleksiej Burdiejny (26.12.1942 – 26.06.1943),
- płk Siergiej Ławrientiew (00.05.1943 – 21.08.1943),
- gen. mjr Aleksandr Karawan (21.08.1943 – 06.10.1945)[1]

## Struktura organizacyjna
Stan 23 czerwca 1944:
- 25 Gwardyjska Brygada Pancerna
- 26 Gwardyjska Brygada Pancerna
- 4 Brygada Pancerna